# Puncheur

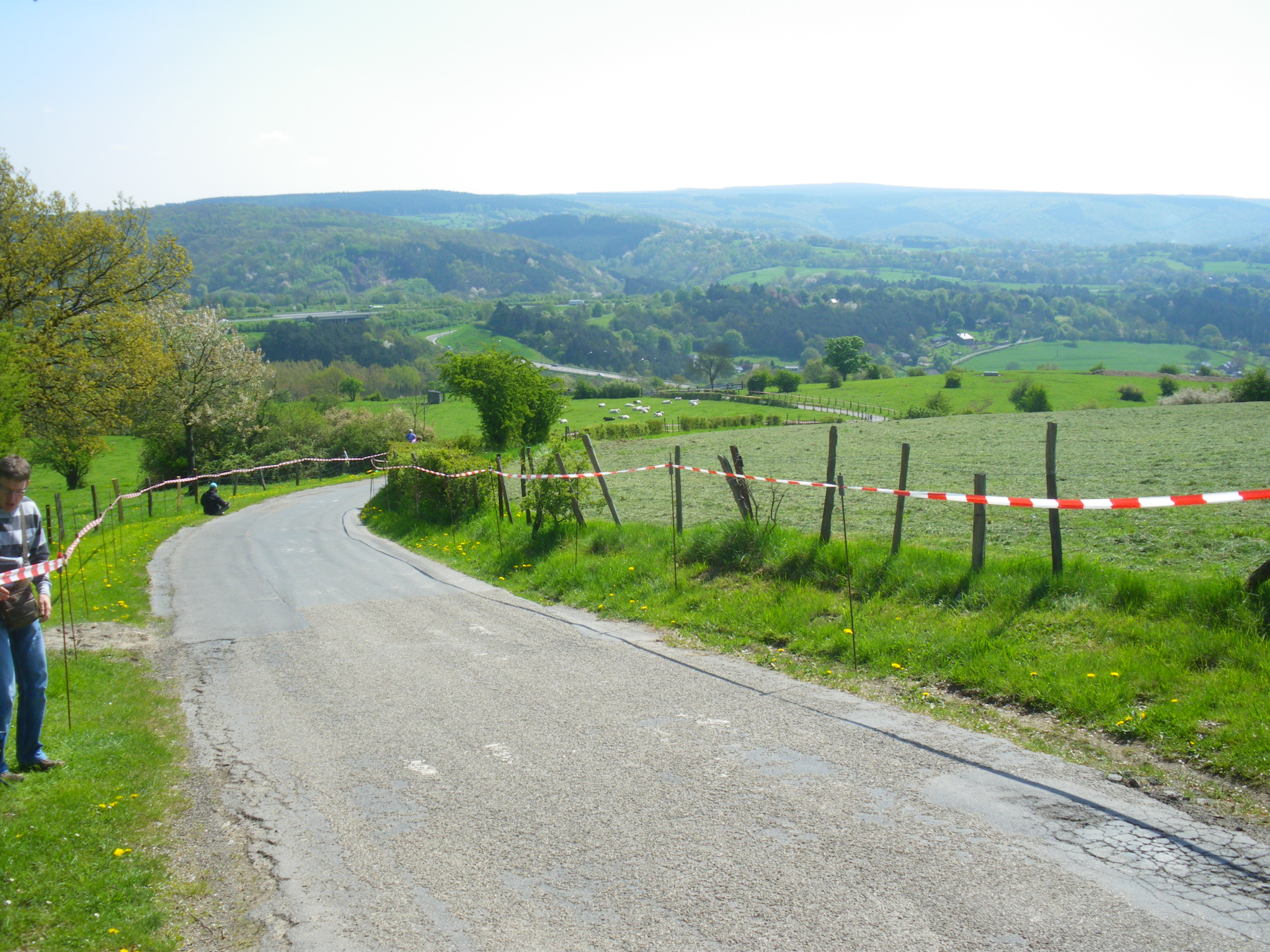
Lüttich–Bastogne–Lüttich, Côte de la Redoute, eine typische Landschaft, die den Puncheur begünstigt

Ein Puncheur ist ein Fahrertyp bei Straßenradrennen, andere Fahrertypen sind zum Beispiel der Rouleur, der Sprinter oder der Kletterer.
Der Puncheur hat besondere Stärken in welligem Gelände und ist oft auch ein starker Sprinter. Der Begriff ist von der gleichlautenden französischen Bezeichnung für einen Handwerker abgeleitet, der eine Punzierung durchführt, und vom Anglizismus puncher, für „schlagen“, „markieren“ oder „punzieren“. Noch Anfang des 20. Jahrhunderts waren dies die üblichen Wortbedeutungen.
Ideale Rennen für Puncheure sind viele der Eintagesrennen im Frühjahr, die dadurch charakterisiert sind, dass sie über viele kurze knackige Anstiege verfügen (10–20 % Steigung bei etwa 1–2 km Länge). Bekannte Rennen dieser Kategorie sind zum Beispiel die Flandern-Rundfahrt, Lüttich–Bastogne–Lüttich, der Wallonische Pfeil oder das Amstel Gold Race.
Der Puncheur kann sich mit seinem extremen Antritt an den Steigungen einen entscheidenden Vorsprung verschaffen oder als Helfer für sein Team das Peloton auseinanderreißen. Seine Physis erlaubt ihm aber im Gegensatz zum reinen Kletterer nicht, diese Kraft auf einem langen Anstieg (5–10 % Steigung bei etwa 5–20 km Länge) im Hochgebirge aufrechtzuerhalten.
Bekannte Puncheure sind zum Beispiel Alexander Winokurow, Julian Alaphilippe, Philippe Gilbert Paolo Bettini oder Davide Rebellin.